# Jet Fighter (videojoc)
Jet Fighter és una màquina recreativa de 2 jugadors d'Atari, originalment fabricada el 1975.
El joc està allotjat en un armari personalitzat que inclou dues palanques de controls de vuit vies (un per cada jugador) que volen semblar palanques de vol d'estil antic. Cada palanca té un botó de foc muntat a la part superior.
Els jugadors volen en caces simulats al voltant de la pantalla, han d'entrar en un dogfight i tractar de tirotejar contra el seu oponent en un període limitat. Quan un jugador és colpejat, el seu avió gira i s'escolta una explosió. Després d'uns segons, l'avió es recupera, apuntant a una direcció aleatòria.

## Llegat
- Un altre clon del joc, que porta el mateix nom, va ser posat en llibertat per la filial d'Atari, Kee Games.
- Es va incloure un port de la consola domèstica Atari 2600 en el cartutx de joc Combat.